# Loro Kovaçi
Loro Kovaçi (ur. 30 sierpnia 1903 w Szkodrze, zm. 16 lipca 1966 w Tiranie) – albański aktor teatralny i filmowy.

## Życiorys
Pochodził z rodziny rzemieślniczej, był synem Gjona i Kushji. Uczęszczał do szkoły prowadzonej przez jezuitów w Szkodrze, a następnie uczył się w latach 1921–1923 w szkole krawieckiej w Innsbrucku. Debiut na deskach scenicznych zaliczył w teatrze szkolnym ok. 1919. W okresie międzywojennym występował w teatrach amatorskich, prowadzonych przez towarzystwa kulturalne Bogdani i Vllaznia. W roku 1937 w czasie święta narodowego występował w tirańskim kinie Nacional, odgrywając tytułową rolę w dramacie Powrót Skanderbega do Kruji. W okresie włoskiej okupacji Albanii porzucił występy, zajmując się głównie krawiectwem. W latach 1940-1942 pracował w administracji okupacyjnej, ale w 1942 odmówił wstąpienia do partii faszystowskiej i utracił pracę.
Karierę zawodowego aktora rozpoczął 1 września 1946 w Teatrze Armii Albańskiej, razem z Pjetërem Gjoką. Pierwszy występ zanotował w komedii Besima Levonji Prefekti (Prefekt). W roku 1947 jego brat Gjon został oskarżony o szpiegostwo i uprawianie wrogiej propagandy i skazany na 5 lat więzienia. Represje dotknęły także rodzinę skazanego, Loro Kovaçi stracił etat w teatrze i przez dwa lata pracował w cegielni w Szkodrze. Uwolniony w 1950 powrócił do Tirany i do pracy w teatrze. Przez kolejne kilkanaście lat występował w Teatrze Ludowym (alb. Teatri Popullor), grając głównie w repertuarze albańskim, ale także w Rewizorze, Królu Learze i w Intrydze i miłości. Ostatnią rolą, jaką zagrał w swoim życiu była rola pułkownika włoskiego w sztuce 'Tri te shtëna pushke. Zmarł przedwcześnie, w czasie operacji, w wyniku perforacji żołądka. 
Zagrał także w kilku filmach fabularnych, debiutując w filmie Skanderbeg. W 1961 roku został uhonorowany tytułem Artysta Ludu (alb. Artist i Popullit). Zmarł w 1966, pochowany na cmentarzu w Szkodrze.

## Role filmowe
- 1954: Skenderbeu (Skanderbeg)
- 1957: Femijet e saj (Jej dzieci) jako Beqir aga
- 1959: Furtuna (Burza) jako Xhavit aga
- 1961: Debatik jako włoski dyrektor
- 1962: Detyre e posaçme (Zadanie specjalne) jako Gjergj Nikolla
- 1964: Toka jone (Nasza ziemia) jako Tuç Maku
- 1966: Komisari i Drites (Komisarz Światła) jako Plaku